# Lamania kraui
Lamania kraui är en spindelart som först beskrevs av Shear 1978.  Lamania kraui ingår i släktet Lamania och familjen Tetrablemmidae. Inga underarter finns listade i Catalogue of Life.